# Helsingfors Skeppsdocka
Helsingfors Skeppsdocka var ett skeppsvarv på Munkholmen, som grundades 1865 och gick i konkurs 1894. Det har sin fortsättning i dagens Helsinki Shipyard Oy.
Bolaget bildades av industrimannen Adolf Törngren, vilken hamnade i ekonomiska trångmål redan i uppbyggnadsskedet. Ägarskapet övertogs därför 1866 av Tammerfors Linne- & Jern-Manufaktur Ab, som slutförde anläggandet med att bygga en över 90 meter lång torrdocka samt ett antal verkstadshallar. Ännu i slutet av 1880-talet var lönsamheten dålig, varför ägarföretaget beslöt att avveckla sina intressen. Varvet köptes 1880 av ingenjören Oskar Eklund, som gjorde ytterligare investeringar och tog upp produktion av järnvägsvagnar. Bolaget gick dock i konkurs 1894.

## Verkstäder
Tammerfors Linne- & Jern-Manufaktur utsåg 1866 den svenske ingenjören Hermann Kaufmann (1840–1908) till teknisk direktör. Den första maskinuppsättningen bestod av tre metallsvarvar, en hammare, två hyvlingsmaskiner, en press och en cirkelsåg, alla inköpta i Tammerfors. Maskinverkstaden kom igång 1867. Samma år färdigställdes också en separat snickeriverkstad och ett hyvleri. Ett gjuteri byggdes också vid sidan av verkstadsbyggnaden.

## Torrdockan
Torrdockan var 91,5 meter lång, 16,3 meter bred och 5,5 meter djup från vattenytan. Pumpmaskineriet bestod av en huvudpump och en centrifugalpump, vilka drevs av en encylindrig ångmaskin på 85–90 ihk, eller av två maskiner för fordon som reservaggregat. Dockans träport var utformad på samma sätt som den på Oskarshamns varv och hade snickrats av två snickare från Österbotten, som hade lämnat sin hembygd på grund av rådande hungersnöd.  Den första dockningen skedde i april 1868, med Sydfinska Kustångfartygs Ab:s ångfartyg Constantin. 
Förutom dockan byggdes en bädd för mindre fartyg 1867 och en till byggdes 1869.

## 1870-talet
Verksamheten var inte stor nog under de första åren för att ge avkastning på investeringarna. År 1870 hade varvet en omsättning på 82.700 mark och 31 anställda, 1871 124.000 mark och 76 anställda. 
Kaufmann lämnade företaget i slutet av 1871 och efterträddes av C.G. Hult fram till 1878. Denne tog initiativ till att bygga en modernare verkstad 1873–1875 med svetsverkstad, mekanisk verkstad, snickeri, järngjuteri och bronsgjuteri samt ritkontor och huvudkontor. Verkstaden fick kraft från en ångmaskin på 44 ihk. Både den och ångpannan var byggda på den egna verkstaden. 
Konjunkturen för skeppsbyggnad var god på 1870-talet och varvet byggde sammanlagt 16 ångslupar och bogserbåtar med stålskrov och ett antal pråmar, räddningsbåtar och andra båtar av trä. Den mekaniska verkstaden tillverkade centrifugalpumpar, maskinhammare, kassaskåp, ångvinschar, ångpannor, ångmaskiner och diverse mindre verktyg och konsumentvaror.

## Ny ägare
I april 1880 köpte ingenjören Oskar Eklund varvet för 425,000 mark. Han förbättrade fabriksanläggningen, som till stor del bestod av dåligt planerade träbyggnader. Eklund hade tidigare drivit ett annat varv i Helsingfors och var en erfaren skeppsbyggare. År 1880 anslöts varvet till elnätet, vilket förbättrade produktiviteten. År 1884 byggdes en ny metallverkstad och 1886 ett nytt kontorshus, ritat av Oskar Eklund och  arkitekten Theodor Höijer. År 1889 uppfördes en ny panncentral, och varvets största bädd utökades till att klara av fartyg på 500 ton eller till och med mer. År 1889 fick bolaget kontakt på att tillverka järnvägsvagnar, varpå en vagnverkstad byggdes. Efter en utvidgning blev fabriksområdet 16.705 m² stort.
Affärerna gick bra under 1880-talet. År 1882 anställde Eklund en ny chefsingenjör, J.W. Forsberg, under vars ledning varvet byggde ett antal ångfartyg, ångslupar och mindre ångbåtar samt fyrskepp.

## Nystart
Trots goda försäljningssiffror var lönsamheten för låg, och situationen blev värre på 1890-talet, då företaget hade svårt att få bankkrediter. Under 1894 fick driften stoppas under en lång tid på grund av kassabrist, och antalet anställda sjönk till 89. Varvet gick till slut i konkurs i december 1894.
Konkursboet auktionerades ut den 3 oktober 1895 och övertogs av handlaren J. C. Burmeister för 550.000 mark. Senaten för Finland fastställde det nya bolagets stadgar den 25 oktober. Det nya företaget tog namnen Ab Sandvikens Skeppsdocka och Mekaniska Verkstad på svenska och "Oy Osakeyhtiö Hietalahden Sulkutelakka ja Konepaja" på finska. Aktiekapitalet var 400.000 mark. Bolagsstyrelsen utgjordes av Burmeister, överingenjören Theodor Tallqvist (1839–1912) och bankdirektören Alfred Norrmén (1858–1942), med företagsledaren Paul Sinebrychoff och handlaren Theodor Stude som suppleanter. Till vd utsågs Edvin Bergroth.